# Хаух Йоханнес Карстен
Йоханнес Карстен Хаух (дан. Johannes Carsten Hauch, 12 травня 1790, Фредріксхальд — 4 березня 1872, Рим) — данський поет, драматург і письменник-романтик.

## Біографія
Народився і виріс у Норвегії у сім'ї датчан. Після смерті матері в 1803 повернувся зі своїм батьком до Данії. У віці сімнадцяти років він добровольцем брав участь в англо-данській війні 1807—1814 років. У 1808 вступив на навчання до Копенгагенського університету. Здобув освіту зоолога.
У 1816 зайнявся літературою, під впливом норвезького геолога і філософа Генріха Стеффенса (1773—1845) і данського письменника Адама Еленшлегера приєднався до руху романтиків.
У 1820 році він став кандидатом наук, а наступного року отримав вчений ступінь доктора зоології. Здобувши наукову стипендію, Хаух попрямував на навчання до Парижа і Ніцци, де в 1823 році важко захворів через запалення в нозі. Нога була ампутована, що спричинило душевний криз і лишило майбутнього його, як дослідника природи та спортсмена, призвело до розчарування в науці та зміцнило віру у свій талант.
У середині 1820-х рр., Хаух перейнявся релігійним містицизмом. Невдала спроба самогубства 1826 року стала йому поворотним моментом.
Під час перебування в колонії художників у Римі він вивчав античності та твори майстрів Відродження, був викладачем в Академії Соро (1827—1846).
У 1846-1848 був професором скандинавських мов і літератури в Кілі, а в 1851 читав лекції з естетики в Копенгагенському університеті.
Помер у 1872 році під час перебування в Римі і був похований на протестантському кладовищі.

## Творчість
Карстен Хаух — автор низки історичних романів і ліричних віршів.
Його погляд на поезію як служіння найвищому царству духу знайшов відображення в ліриці та романі «Алхімік» («Guldmageren», 1836). У драмах «Тиберій» (1828), «Григорій VII» (1829) та інших. У романі «Вільгельм Цаберн» (1834), цикл романів під назвою «Вальдемар Аттердаг» (1861) письменник звернувся до історичних тем. У романі «Польська сім'я» («En polsk familie», dl. 1-2, 1839) трактував польське повстання (1830) з ідеалістичних позицій.
З інших його творів виділяються «Драматична казка», «Сестри з Кіннекюле» («Söstrene paa Kinnekullen», 1849), роман «Роберт Фултон» (т. 1-2, 1853), що трактує тему трагічної самотності генія.

## Твори
- Hauch C. En polsk familie (Danish Edition). — Rosenkilde, 2017.
- Hauch C. Kongens Yndling: Skuespil I Fire Acter… (Danish Edition). — Nabu Press, 2012. — 130 р.
- Hauch C. Robert Fulton, an Historical Novel. — Forgotten Books, 2017. — 464 р.